# Болница манастира Свети Роман
 Болница манастира Свети Роман била је једна од најстаријих (ако не и најстарија болница) за лечење душевно оболелих, заједно са оним у Хиландару, Високим Дечанима и Прохор Пчињском, Студеници. Основана је у средњовековној Србији, највероватније у 11. веку (према повељи (или хрисовуљи) византијског цара Василија II, издатој 1019. и 1020. године Охридској архиепископоји), у истоименом манастиру, код Ђуниса у околина Ражња. Активно је радила све до почетка тридесетих година 20. века. 
Велика вера у Бога и светог Романа, са придевком „тежак светак” јер га је народ сматрао за великога угодника божјега, и веровало се у овом делу Србије да он може испросити у Бога болним оздрављење и беснима (умно оболелим) повраћај свести, уз молитве и строги пост, који су допринослила излечењу телесних, душевних и духовних болести. По народним предањима, један део народа овог краја се у манастиру Свети Роман излечио, што је утицало на то да болница активно ради више од 1000 година, а и данас га многи болесници посећују у нади да ће молећи се у њему наћи лек за излечење многих болести.

## Историја манастира
Манастир припада малобројној групи манастира који су подигнути пре Немањића, и један је од најстаријих у Србији. Први сачувани записани помен манастира налазимо у Хрисовуљи византијског цара Василија II из 1019. године. Манастир се у овој Хрисовуљи назива Свентеромон. Прво званично помињање манастира датира из 1498. године.
Изграђен је на месту где се подвизавао и упокојио преподобни монах Роман Синаит, један од Синајских монаха (касније назван Свети Роман), који је дошао 888. године у овај крај Србије и на десној обали Јужне Мораве, поред пута који спаја Ражањ и Крушевац, недалеко до села Ђунис, основао храм посвећен Благовестима Пресвете Богородице. По другом мишљењу, свети Роман је био ученик светог Климента Охридског и да је заједно са Прохором Пчињским, Јованом Рилским, Јоакимом Осоговским и Гаврилом Лесновским дошао на просторе данашње Србије из Охрида, да на словенском језику проповеда хришћанство локалном словенском становништву. Његове свете мошти и данас се чувају у манастирској Цркви. 
По монаху који је у њему живео Роману Синаиту, и који је, касније проглашен за светитеља, манастир је добио име. По другом мишљењу, свети Роман је био ученик светог Климента Охридског и да је заједно са Прохором Пчињским, Јованом Рилским, Јоакимом Осоговским и Гаврилом Лесновским дошао на просторе данашње Србије из Охрида, да на словенском језику проповеда хришћанство локалном словенском становништву. Гроб Светог Романа Синаита сањеговим моштима и данас се налази у манастиру. Он се поштује као чудотворац и исцелитељ.
Манастир није обнављан све до 14. века када је Крушевац постао престоница Србије. Тада је кнез Лазар Хребељановић обновио манастир 1377. године. У једној хиландарској повељи из 1381. године помиње се „велико братство манастира, које брине о сумашедшима (душевним болесницима)”. У манастиру је била смештена и коњичка гарда кнеза Лазара, па се због тога манастир у турским пописима помиње и као „Коњице”. 
Турским освајањима након Косовског боја 1389. године, манастир је неколико пута спаљиван, пљачкан и рушен, али и обнављан. Тако је у турском попису из 1498. године записано да манастир има велике земне поседе и два калуђера. Манастир се помиње и у турском попису из 1516. године, а у попису из 1616. године помиње се име игумана Митрофана. 
Највећа страдања манастир је доживео у 16. веку, а у време Аустријско-турског рата 1716—1718. године, када је срушен до темеља. 
Обновио га је Ђорђе Пиле 1795. године у знак захвалности за чудесно сопствено излечење од тешке болести над моштима, након што је од султана за 300 гроша измолио ферман за обнову. Археолог Каниц је 1896. године посетио манастир и оставио важне податке о манастиру. Он бележи:  
Да је Црква са полукружном апсидом и куполом била разрушена 1448. године када је Хуњади бежао са Косова, али је 1791. године проширена нартексом и додатним градњама на јужној страни...када је кнез Лазар обновио манастир 1377. године. Последњом обновом 1795. године манастирска Црква је потпуно завршена и од тада није ни једном страдала. 1796. године насликан је нови живопис, рад непознатих зографа моравске школе. На једном месту види се фреска поворке архијереја, која представља старији слој живописа...манастир је 1893. године поседовао 82 хектра ораница и ливада, 3 хектара воћњака и винограда и 115 хектара шуме. На Морави је поседовао две воденице, а манастир годишње зарађује 6000 динара.
 Током 1938. године, академски сликар из Београда Немања Бркић, осликао је гробницу светог Романа.
У манастирској порти налази се велики звоник (звонара), подигнут 1852. године, залагањем игумана светороманске породице, чувеног архимандрита Саве Петровића (1793—1861). Звоник је висок ок 12 метара и представља јединствену грађевину (сазидана од камена у три нивоа), у читавом поморављу. На звонику се налазе три звона, од којих је једно поклон кнеза Милоша Обреновића из 1833. године. У њему је у средњем веку основана болница за лечење душевних болесника, која је радила до краја Другог светског рата. 
Након Другог светског рата, манастиру је одузета скоро сва имовина. Благословом епископа нишког господина др Јована Илића, 1960. године манастир је прво преображен у женски, да би од 4. августа 2012. године, по благослову епископа нишког господина др Јована Пурића, манастир поново био преображен у мушки.

## Услови који су владали у медицини Србије пре оснивања манастирске болнице
У средњем веку у Србији су први пут основане болнице од стране владари из династије Немањића уз манастире за њихове потребе или као склониште за оболеле од неизлечивих болести, међу њима и оне оболеле од душевних болести. Тако је, по угледу на византијске, настала болница у манастиру Хиландару, као и прва болница на тлу средњовековне српске државе у манастиру Студеници почетком 13. века. У том периоду Сава Немањић је имао важну и незаобилазну улогу у развоју медицине у средњовековној Србији. 
Поред верске у средњовековној Србији се паралелно развијала и научна медицина као део европске медицине, о чему нарочито сведочи Хиландарски медицински кодекс бр. 517, „зборник списа научне медицине написаних према учењу салернско – монпелијске школе“, веома цењене у ондашњој Европи.

## Манастирска болница
У манастирској порти, на само неколико метара од цркве, налази се велики звоник, подигнут 1852. године, висок ок 12 метара у три нивоа и сазидана од притесаног камена. У њему је у приземним одајамау средњем веку основана болница за лечење тежих душевних болесника, која је радила до краја Другог светског рата. 

Болесници су у овом лечилишту боравили и до месец дана (обично 15 до 30 дана), уз строги пост и свакодневне свштене молитве.
У тој звонари (кули) на приземном спрату затварају невољнике (бесне – полуделе људе) које доводе сродници у манастир на исцељење, јер се … гробница св. Романа прочула на далеко у народу да помаже и лечи такве болесне људе којима се ум напрасно помрачи. Њима духовници обично на захтев сродника читају свакога дана молитве у цркви, по том наређују да им се не даје никакво пиће, ни масна храна, него само парче сува хлеба и воде, па који је од болесника много немиран, они га затварају у ову звонару … Ово важи за оне болесне људе којима се свест напрасно помрачи.
Да би после тога одлазили својим кућама „оздрављени и исцељени”. Врата звоника била су често даскама поправљана и затварана јер су их оштећивали тешки душевни болесници, намеравајући да напусте болницу и лечење. 
Према људима са телесним манама и према немоћнима у болниици се тражило од монаха да опхођење буде беспрекорно, као и њихова нега и чување, а за оне који то нису поштовали биле су предвиђене казнене одредбе. Поставља се питање који су болесници сматрани беснима (оболели од психозе, епилепсије, епилепсије и психозе, или других болести)? За неке од њих се изгледа предвиђало могуће излечење, односно да ће за њих време почети да тече кад се буду „ослободили муке“ (болести, бесова) те за њих није важило застаревање законских одредби лечења?! Потребно је нагласити значај чудотворних исцељења која како ради лечења оболелих, тако ради јачања вере и духовности српског народа. 
Међу светороманске знаменитости спада и гробница или „Лазарома” преп. Оца Романа (која је заправо одаја у манастирској цркви), са њене јужне стране. У њој се не врше богослужења, али се скоро свакодневно и данас читају молитве Св. Роману за многе и различите потребе нашег народа, првенствено за болеснике који и данас долазе из разних кареја Србије, тражећи олакшање и оздрављење од својих душевних и телесних болести. А шири простор манастира је веома цењен у Српском народу и јер представља древни духовни сенаторијум. 
Недалеко од самог манастира, налази се извориште свете воде, воде која има целебно дејство и помаже код оздрављења разних болести и слабости.

## Манастир — болница у ослободилачким борбама
Манастир Свети Роман, је кроз своју скоро хиљаду година дугу традицију са калуђерима, као болница имао је важну улогу у ђуниском крају и на подручју читаве Рибарске Реке, почев од своје последње обнове 1796. године. Наиме због сталног боравка и пролазака османлијске војске, овај крај био је скоро потпуно верски оскрнављен. Порушени су многи храмови а свештеници протерани. Тако је 1815. године поред Светог Романа, постојао још само манастир Кожетин, обновљен 1803. године.
На растојању од само 5 км од Делиграда, око кога су вођене многе битка, у време Првог српског устанка, манастир Свети Роман, служио је устаницима и војсци за сваку врсту подршке. Калуђера су примали на збрињавање рањене ратнике из делиградских шанчева, неговали и хранили у манастирским конацима. Међу њима су биле српски јунаци – Јован Курсула, Петар Добрњац и капетан Вучa Жикић, који је од последица рањавања у манстиру умро на Ускрс 14. априла 1807. године. 
У историји Другог српског устанка у овоме крају остаће упамћен и светоромански архимандрит Сава Петровић, који је примао на лечење устанике.
У времена српско-турског рата 1876–77. године када је цркву Светог Романа ударила је граната са Ђуниског виса, манастир ће остати запамћен по боју код Горњег Адровца, у коме је погинуо руски племић, пуковник добровољац Николај Рајевски, чије је тело одмах пренето у Свети Роман, где је опело одржао архимандрит Атанасије Радовановић, и тамо је сахрањено. Првобитни гроб је и данас на истом месту. У њему је после балсамовања, које је уследило неколико дана после смрти, остало сахрањено срце пуковника Рајевског а тело је пренето у Русију. 
Током ратних година 1914–1918, Свети Роман је био уточиште за преко стотину деце – ратне сирочади из београдског дома Свете Јелене и ћићевачког дома, смештених у манастирском конаку одлуком владике нишког Доситеја, заједно са управитељицом дома, две учитељице и служитељима. Прве године рата, децу су у манастиру лечили лекари из наших и руских војних мисија, а неколико пута их је обишао и лични лекар краља Петра Првог. Када је 1915. године, пред наступањем окупатора, цео домски персонал напустио манастир, сва ова деца, од једне до 15 година (педесетак мушког и педесетак женског пола), остала су на старање и чување само двојици 25-то годишњих светороманских јеромонаха, старешини Михаилу Поповићу и оцу Мојсеју Бранковићу. Из преписке игумана манастира Лепавина, Михаила Поповића упућене г. Жики Станковићу, протојереју-ставрофору у Нишу, године 1938. године између осталог сазнајемо:
 Калуђери су ову децу хранили, одевали, васпитавали и подучавали, у потпуности их снабдевајући хлебом, одећом и обућом. Четрдесетак деце је дочекало ослобођење у манастиру, а потом су враћена у Београд, на школовање и занате. Заиста, без апсолутне монашке послушности своме владици и благодатне помоћи Светог Романа, овако тежак хришћански и национални крст не би могао изнети ни већи број људи, а камоли двојица младих и старању невичних монаха (за чије време је од дифтерије, шарлаха, тифуса и туберкулозе умрло укупно мање деце него за првих годину дана окупације, док су их лечили лекари, укључујући и краљевог. 